# Minato Namikaze
Minato Namikaze (波風 ミナト, Litt: Namikaze Minato) er en fiktiv karater fra serien Naruto – den 4. hokage af Konoha, også kendte som "Konoha gule lyn" og far til Naruto Uzumaki.

## Biografi
Ifølge dem der kendte Minato var han et talentfuld ninja. Han bestod akademiet da han blev 10 og kom i lære hos Jiraiya, hvor han lærte at bruge sine evner. Jiraiya blev hurtigt imponeret over Minato og besluttede sig, at lære ham alt hvad han vidste, så som "Hidkaldelses teknikken”. Minato mestrede hurtigt teknikken og blev den eneste person der fuldt kunne kontrollere Gamabunta (den største frø), som end ikke hans lærer eller søn kunne (ind til videre). Hans talent udviklede sig yderligere og han udviklede sine egne jutsuer, så som Rasengan og Den Flyvende Tordengud teknik.
Efter han var blevet Jonin fik Minato sit eget hold, bestående af Kakashi Hatake, Rinn og Obito Uchiha. Sammen med Kakashi, steg Minatos berømmelse gennem Den Tredje Store Shinobi Krig, hvor han blev kendt som ”Konoha’s gule lyn”.
Da Kakashi blev Jonin gav Minato ham en unik kunai, mærket med Den Flyvende Tordenguds rejsemærke. Kort efter blev holdet informeret om deres næste mission; ødelægge en bro som støttede Sten ninjaerne. Her tog Kakashi Minatos plads som leder, da Minato selv skulle til slagmarken, hvor han besejrede et stort antal af Iwagakure ninjaer ene mand. Hans hold blev i mellemtiden splittet, da Kakashi og Obito blev uenige om lederposten, hvilket ledte dem i en fælde. Rinn blev fanget og i forsøget på at rede hende måtte Obito ofre sit liv. Før han døde blev Kakashis venstre øje beskadiget men på sit dødsleje gav Obito hans Sharingan øje til ham. Straks efter måtte Kakashi bruge kunaien Minato gav ham mod nogle Iwagakure ninjaer, hvilket aktiverede en alarm hos Minato der kom dem til undsætning, dog for sent for Obitos vedkommende. 
Efter krigen blev Minato valgt af Hiruzen Sarutobi, den tredje hokage, til at lede Konoha som den fjerde hokage. På grund af dette valgte Orochimaru at forlade byen i raseri.
Mens Minato var sammen med Kushina Uzumaki, viste Jiraiya Minato en bog han var i gang med at skrive, hvor der optrådte en fiktiv person – Naruto. Inspireret af navnet, navngav Minato sin ufødte dette Naruto, selvom Jiraiya mente det var et ubrugeligt navn. Kushina syntes dog også om det og Jiraiya kunne ikke gøre nogen indsigelse. Men i øjeblikket Naruto blev født, angreb Den Nihalede Ræv Konoha og Minato styrtede til byens undsætning, hvor han sammen med Gamabunta, den største af frøerne fra hidkaldelses jutsu’en, mødte rævedemonen ansigt til ansigt. Da Minato indså, at kampen ingen steder førte, måtte han udføre det ultimative offer – han måtte bruge Den Døde Demons Besejling, hvor han indsatte bæstet i hans nyfødte søn, i bytte for hans eget liv. Hans sidste døende ønske var, at Naruto skulle ses som en helt der opbevarer af ræven, hvilket desværre ikke blev æret af mange, på nær Hiruzen Sarutobi, Iruka Umino og få andre ninjaer fra Den Tredje Store Shinobi Krig.